# Ludwig Krug (Richter)
Ludwig Krug (* 3. April 1869  in Mainz; † 15. Dezember 1943) war ein deutscher Reichsgerichtsrat.

## Leben
Ab 1891 war er im Justizdienst Hessen-Darmstadts. 1895 wurde er promoviert und Gerichtsassessor. 1899 erfolgte die Beförderung zum Staatsanwalt in Mainz. 1901 wurde er Amtsrichter, 1903 Landrichter. 1908 wurde Krug zum Landgerichtsrat am Landgericht der Provinz Rheinhessen in Mainz befördert. 1921 wurde er zum Oberlandesgerichtsrat ernannt und kam als Hilfsrichter an das Reichsgericht und den Staatsgerichtshof zum Schutz der Republik. 1922 wurde er Reichsgerichtsrat. Er war im I. Strafsenat und im III. Zivilsenat tätig. 1935 trat er in den Ruhestand.
Krug war Mitglied der katholischen Studentenverbindungen KStV Palatia Heidelberg, KStV Askania Berlin und KStV Teutonia Leipzig im KV.

## Schriften
- Die Urheberbenennung (nominatio auctoris): eine historisch-dogmatische Studie, Diss. Giessen 1894, Berlin 1894.
- „Die Urheberbenennung“, Zeitschrift für deutschen Zivilprozeß, Band 20 (1894), S. 299.